# Aforizem
Aforizem (grško αφoρισμoς ,aphorismos) je zgoščeno, duhovito izražena globoka misel, domislica, oziroma resnica.
Aforizem je tujka, ki je k nam prišla v uporabo v 19. stoletju prevzeta iz nemške besede Aphorismus oziroma latinske aphorismus iz grške besede aphorismos v pomenu besede kratek stavek, vsebujoč glavno misel.

## Pomembnejši slovenski aforisti
- Žarko Petan
- Bojan Schwentner
- Evgen Jurič